# Як козаки на весіллі гуляли
«Як козаки́ на весі́ллі гуля́ли» — анімаційний мультфільм студії «Київнаукфільм», знятий у 1984, сьома історія серіалу «Все про козаків».
Містична серія, яка розповідає про одруження Тура, створена на основі творів Гоголя. У пошуках черевичків у подарунок для своєї коханої, козак Тур потрапляє на шабаш до нечистої сили, яка хоче забрати у нього душу. Вірні друзі хитромудро рятують козака.

## Сюжет
Козаки Грай та Око вві сні опиняються у минулому і бачать свої весілля, xоча обидва вже давно одружені та мають дітей. Вночі їх хтось викрадає і Тур іде за слідами. Він приходить до села, де виявляється, що козаків забрали їхні дружини. Тур єдиний досі неодружений і йому стає сумно. Та невдовзі він зустрічає дівчину-сирітку, в яку закохується. Вона обіцяє вийти за Тура заміж, а Тур бажає подарувати нареченій черевички, бо бідна дівчина мусить xодити босоніж.
Шукаючи де купити черевички, Тур їде на ярмарок. Грай та Око вирушають слідом і досягають каменя, на якому три стрілки вказують в різні боки. Козаки сперечаються який напрямок правильний, тим часом настає ніч. Повз камінь рухається різна нечиста сила: хтось невидимий у чоботах, живе опудало та відьми верхи на мітлі. На іншому боці каменя виявляється портрет Старшого чорта. Зрозумівши, що Тур у біді, Грай та Око вирушають вслід за нечистою силою.
Козаки досягають старого млина, в якому виявляється корчма для нечистої сили. Власник чобіт випиває суміш спиртного із негативом та позитивом і стає видимим; це виявляється Старший чорт. Один чорт притяг на шабаш п'яницю. Він вислуховує, яке зло скоїли відвідувачі корчми. Корчмар своєю чергою розповідає, як дав Туру пива зі снодійним і що Тур тепер спить у коморі. Нечисть пробуджує козака і Старший чорт пропонує обмін: черевички в обмін на Турову душу.Тур намагається витягти шаблю і оборонитися, але виявилося, що від шаблі лишилося одне руків`я.  
Грай та Око спостерігають за цим через вікно та придумають як врятувати Тура. Вони переодягаються Смертю та наказують Старшому чорту залізти в бочку. Тур закриває бочку й тоді козаки хапають решту нечистої сили, яку замикають в інших бочках. Також вони визволяють п'яницю. П'яниця присягається "зав`язати" із горілкою. Козаки скидають млин у річку, а на його місці знаходять скриню зі скарбом. Крім коштовностей там лежать дорогі чоботи.Також Тур знаходить там весільні обручки,що придадутся йому та його нареченій. 
Тур дарує чоботи своїй нареченій і вони одружуються. П'яниця на весіллі розповідає, що бачив уночі, та йому ніхто не вірить.

## Знімальна група
- Режисер: Володимир Дахно
- Сценаристи: Леонід Анічкін, Володимир Дахно, Володимир Васьковцев
- Композитор: Ігор Поклад
- Художник-постановник: Генріх Уманський
- Мультиплікатори: Костянтин Чикін, Адольф Педан, І. Бородавко, Ніна Чурилова, Єфрем Пружанський, Михайло Титов, В.Омельчук, Микола Бондар, Володимир Врублевський
- Оператор: Анатолій Гаврилов
- Редактор: Світлана Куценко
- Звукооператор: Віктор Груздєв